# Distretto di San Andrés
Il distretto di San Andrés è un distretto del Perù che appartiene geograficamente e politicamente alla provincia di Pisco e al dipartimento di Ica, ubicato a sud della capitale peruviana.

## Capitale e data di fondazione
- San Andrés - 9 dicembre 1921

## Superficie e popolazione
- 39,45 km²
- 14 134 abitanti (inei2005) di cui il 52%  donne e il 48% uomini

## Distretti confinanti
Confina a nord con il distretto di Pisco e il distretto di Túpac Amaru Inca; a sud con il distretto di Paracas, a est con la provincia di Ica, e a ovest con l'oceano Pacifico